# Kraftwerk Aschalim
Das Kraftwerk Aschalim ist ein Solarturmkraftwerk nahe dem Kibbuz Aschalim südlich von Beʾer Scheva in der israelischen Wüste Negev. Mit einer Leistung von 121 Megawatt ist es eines der größten solarthermischen Kraftwerke weltweit. Unter anderem entstand vor Ort der welthöchste Solarturm mit einer Höhe von 240 Meter.
Zur Bündelung des Lichts auf den Absorber sollten auf einer Fläche von 3 km² Tausende von computergesteuerten, dem Sonnenstand nachgeführte Solarspiegel installiert werden. Die Investitionssumme belief sich auf 500 Millionen Euro. An der Finanzierung waren General Electric und Alstom beteiligt. Dank einer Speicherung von Wärmeenergie in einem Salzspeicher kann das Werk bis zu 18 Stunden am Tag Energie produzieren.
Der erzeugte Strom reicht zur Versorgung von 120.000 Haushalten.
Im April 2019 ging das Kraftwerk ans Netz und speist elektrische Energie in das öffentliche Stromnetz ein. Damals betrug der Anteil erneuerbarer Energien am israelischen Strommix gerade einmal 2,5 %. Die israelische Regierung wollte den Anteil nach Planungen von 2016 aber bis 2020 auf 10 % erhöhen.